# Thierry Gros
Pour les articles homonymes, voir Gros.
Thierry Gros est un footballeur puis entraîneur français né le 10 septembre 1966 à Marseille. Il évolue au poste de défenseur latéral du milieu des années 1980 au milieu des années 1990.
Formé à l'AS Saint-Étienne, il évolue ensuite à l'ASOA Valence où il termine sa carrière professionnelle. Il devient ensuite entraîneur de l'EP Manosque qu'il quitte en 2009 après onze ans au club.
International juniors puis espoirs, il remporte avec cette sélection le Championnat d'Europe espoirs en 1988.

## Biographie
Thierry Gros commence le football au sein du Club athlétique Gombertois, club de la ville de Marseille, à l'âge de huit ans puis rejoint à treize ans l'AS Mazargues. Thierry Gros joue alors au poste d'attaquant et il est sélectionné en équipe de France U16. Il intègre en début de saison 1983 le centre de formation de l'AS Saint-Étienne où il est replacé au poste de défenseur latéral et dispute en deux saisons quarante-cinq matchs avec la réserve. International junior, il fait ses débuts en équipe première lors de la 4e journée de la saison 1985-1986 disputée en division 2. Dans un match où les Stéphanois font match nul un partout avec le Tours FC, il entre en jeu à la 71e minute en remplacement de Jean-François Daniel. Thierry Gros prend part lors de cette saison à dix-sept rencontres et l'ASSE termine première du groupe A puis s'incline dans le match des champions face au Racing Club de Paris. En fin de saison, il dispute avec l'équipe de France espoirs dirigée par Marc Bourrier le Tournoi de Toulon. Les « Bleuets » s'inclinent en finale face à la Bulgarie. Il s'impose comme titulaire sur le côté gauche de la défense lors de la saison 1987-1988 qui voit l'ASSE terminée 4e du championnat. Il atteint, dans le même temps, avec les espoirs français la finale du Championnat d'Europe espoirs. En concurrence à son poste avec Thierry Pauk et Christophe Galtier, Thierry Gros ne dispute cependant pas les deux rencontres face aux espoirs Grecs  qui voit les Français s'imposer sur le score de trois à zéro. À l'ASSE, il perd sa place de titulaire en 1991-1992 et quitte le club en fin de saison suivante après avoir disputé 195 rencontres de championnat avec les « Verts ».
Thierry Gros s'engage alors à l'ASOA Valence, club de division 2, où il joue deux ans avant de mettre fin à sa carrière professionnelle en fin de saison 1994. Il rejoint alors les rangs amateurs en signant à l'ES Saintes qui vient de monter en National 3. Le club est relégué immédiatement en terminant dernier de son groupe. En juin 1995, en fin de contrat avec Valence, il participe à Saint-Brevin au stage de l'UNFP destiné aux joueurs sans contrat. Il reste trois ans à l'ES Saintes où il s'occupe également des jeunes.
Thierry Gros rejoint en 1998 l'Entente Provencale de Manosque comme entraîneur-joueur. Sous ses ordres, l'équipe remporte la division d'honneur Méditerranée en fin de saison. Il devient entraîneur à temps plein dès l'année suivante disputée en CFA 2. Le club continue sa progression en terminant 2e du groupe E, place synonyme d'accession au CFA. Les joueurs entraînés par Thierry Gros ne parviennent cependant pas à rester au quatrième échelon du football français. Ils terminent à la 17e place et redescendent en CFA2. Il quitte alors ses fonctions d'entraîneur et s'occupe pendant un an des moins de 17 ans du club. Il prend en charge en 2002 les moins de 18 ans de l'EP Manosque avant de diriger à partir d'octobre 2004 l'équipe B du club.
Thierry Gros revient en juin 2005 à la tête du club provençal. Après une deuxième place du groupe C en 2007, le club retrouve le CFA mais il ne parvient pas, de nouveau, à se maintenir à ce niveau. L'EP Manosque termine 18e et dernier de son groupe et retrouve la CFA 2. Lors de cette saison, Thierry Gros est suspendu douze matchs pour insultes et menaces envers un arbitre. De retour en CFA 2, le club ne parvient pas à se maintenir et retrouve alors la division d'honneur dix ans après. Thierry Gros quitte alors ses fonctions à la tête du club en juin 2009 en indiquant « J'arrête parce que j'ai vécu un échec personnel, mais aussi parce que je suis très fatigué par cette saison lourde ».
En août 2011, il prend les rênes du Sisteron Football Club, dont l'équipe fanion évolue en DHR. À la suite des mauvais résultats du club, une seule victoire depuis le début du championnat, il est démis de ses fonctions en janvier.

## Palmarès
Thierry Gros dispute 178 matches pour 4 buts marqués en division 1 et 78 rencontres pour 2 buts marqués en division 2. Avec son club formateur, l'AS Saint-Étienne, il est vice-champion de division 2 en 1986.
International cadet, junior et espoir, il remporte avec cette sélection le Championnat d'Europe espoirs en 1988 et, il est finaliste du Tournoi de Toulon en 1986 avec l'équipe de France espoirs.
En tant qu'entraîneur-joueur, il est vainqueur de la division d'honneur Méditerranée en 1999 avec l'EP Manosque.

## Statistiques
Le tableau ci-dessous résume les statistiques en match officiel de Thierry Gros durant sa carrière de joueur professionnel,.
| Saison                | Club                  | Championnat           | Championnat | Championnat | Coupe nationale | Coupe nationale | Coupe de la Ligue | Coupe de la Ligue | Total | Total |
| Saison                | Club                  | Division              | M.          | B.          | M.              | B.              | M.                | B.                | M.    | B.    |
| 1985-1986             | AS Saint-Étienne      | Division 2            | 17          | 0           | -               | -               | -                 | -                 | 17    | 0     |
| 1986-1987             | AS Saint-Étienne      | Division 1            | 21          | 0           | 3               | 0               | -                 | -                 | 24    | 0     |
| 1987-1988             | AS Saint-Étienne      | Division 1            | 34          | 0           | 1               | 0               | -                 | -                 | 35    | 0     |
| 1988-1989             | AS Saint-Étienne      | Division 1            | 35          | 0           | 1               | 0               | -                 | -                 | 36    | 0     |
| 1989-1990             | AS Saint-Étienne      | Division 1            | 26          | 2           | 2               | 0               | -                 | -                 | 28    | 2     |
| 1990-1991             | AS Saint-Étienne      | Division 1            | 28          | 1           | 1               | 0               | -                 | -                 | 29    | 1     |
| 1991-1992             | AS Saint-Étienne      | Division 1            | 15          | 1           | -               | -               | -                 | -                 | 15    | 1     |
| 1992-1993             | AS Saint-Étienne      | Division 1            | 19          | 0           | -               | -               | -                 | -                 | 19    | 0     |
| 1993-1994             | ASOA Valence          | Division 2            | 24          | 0           | -               | -               | -                 | -                 | 24    | 0     |
| 1994-1995             | ASOA Valence          | Division 2            | 37          | 2           | -               | -               | 1                 | 0                 | 38    | 2     |
| Total sur la carrière | Total sur la carrière | Total sur la carrière | 256         | 6           | 8               | 0               | 1                 | 0                 | 265   | 6     |